# The Ship
The Ship — компьютерная игра в жанре FPS. Игру разработала компания Outerlight, дистрибьютором выступила Valve. Релиз игры в Steam состоялся 11 июля 2006 года вместе с розничной торговлей в Европе и Австралии в сентябре, и 10 апреля 2007 в Северной Америке.

## Общие правила
- Удовлетворение потребностей

Всего в игре 7 потребностей: потребность в еде, потребность в напитках, потребность в развлечениях, потребность в общении, потребность чистоты, потребность большой нужды и потребность малой нужды.
Потребность в еде и питье можно легко удовлетворить за наличные в ресторане или купив еду из автомата. В случае, если с наличными туго, можно поискать на открытых палубах «Неприкосновенные запасы» или зайти на кухню ресторана и пошарить в холодильнике. Будьте осторожны! Кухня — запретная зона для пассажиров.
Есть три способа удовлетворения потребности в развлечении. Найти книгу и прочитать её, найти радио и немного потанцевать или зайти в игровую комнату и поиграть в активные игры.
Потребность в общении можно удовлетворить найдя на корабле любого живого человека.
Потребность в чистоте и естественных нужд можно удовлетворить в туалетах и ванных комнатах. Но если вас обнаружат в туалете не вашего пола, то могут оштрафовать.
- Оружие

Для убийства вам потребуется оружие (за исключением способов заморозить жертву в морозильной камере, зажарить в парильне или скинув на жертву шлюпку).
Холодное оружие:
Топор, Гвоздодёр, Разводной ключ, Гаечный ключ, Нож кукри, Нож для писем, Кухонный нож, Охотничий нож, Тесак, Молоток, Бейсбольная бита, Молоток для крикета, Клюшка для гольфа, Отвёртка, Скалка, Вилка для барбекю, Шприц с ядом, Шприц со снотворным, Дубинка, Рука манекена, Кий, Скальпель, Катана, Короткий меч, Клеймор, Опасная бритва, Труба, Подсвечник, Зонт, Трость, Спица, Железный диск, Лопата, Сковорода, Кастрюля, Финка.
Многие виды оружия можно легко найти в определённых местах. Например пожарные топоры очень часто висят в коридорах, кии обязательно будут в бильярдной, а финку можно найти только в карцере.
Огнестрельное оружие:
Сигнальный пистолет,
Револьвер,
Автомат Томпсона,
Мушкетон,
Винчестер.
Почти все эти виды оружия можно найти в чемоданах в каютах, за исключением сигнального пистолета — он находится в шкафчике безопасности снаружи.
Орудие с меткой одной звезды наносит постепенный маленький урон. 2 и 3 звезды средний. 4, 5 серьёзный. Выстрел в голову из любого огнестрельного оружия, кроме сигнального пистолета, ведёт к мгновенной смерти жертвы. Любое оружие можно бросить в оппонента, но таким образом оно нанесёт очень малый урон. Зонт и трость можно носить открыто даже на глазах у охраны. Они не считаются за оружие, пока их не используют по данному назначению. Узнать, какое на данный момент оружие самое популярное, можно из списка ДЗУ.
- Поиск жертвы

Данные о вашей жертве обновляются каждые 30 секунд. Жертва обозначается на плане корабля синим прицелом. Если данные возле портрета синего цвета — данные свежие, если красные — данные устарели и скоро вам пришлют новые. Если вы уже встречались с жертвой, то вам пришлют не только её имя, но и портрет. Учтите, что жертва может переодеться.
- Убийство

Найдя свою жертву, старайтесь не привлекать к себе внимания. Следовать за ней не навязчиво, совершая разнообразные действия. Подкараулив в нелюдном месте жертву можно убить. Выбирайте момент для атаки тогда, когда жертва меньше всего этого ожидает. Иначе она может убежать в место, где есть охранник или камера.
- Уход от «Охотника»

Сделав своё грязное дело нужно заняться своей безопасностью. Старайтесь переодеваться как можно чаще и постоянно быть в движении. Как вариант, можно сесть в хорошо охраняемой комнате в непростреливаемом месте. Или найти секретную комнату и залечь на дно. Можно и убить своего «Охотника». Легче всего это сделать найдя огнестрельное оружие и устроив засаду в дальней каюте. Учтите, что возродившись «Охотник» сразу же побежит в то место, где он видел вас в последний раз.

## Режимы онлайн игры
- Охота. Игра в режиме «Охота» разделена на раунды. У каждого «Охотника» есть жертва и собственный «Охотник». Главная задача игрока в данном режиме — накапливание определённой суммы на банковском счету. Деньги можно получить за убийство своей жертвы популярным видом оружия. В данном режиме нужно самому искать оружие и средства для удовлетворения нужд. Нельзя попадаться охране с оружием.
- Царь горы. Правила режима «Охота» + без возможности возрождения.
- Дуэль. Правила режима «Охота» + дуэли между «Охотниками».
- Мясорубка. Правила режима «Охота» + «Охотники» сами назначают себе жертву.
- VIP-игрок. Правила режима «Охота» + разделение на команды, защита своей VIP персоны и убийство VIP персоны вражеской команды.
- Командное уничтожение. Правила режима «Охота» + разделение на команды, битва между командами.

## Одиночная кампания
Помимо сетевого режима в игре так же есть сюжетная кампания, которая, впрочем, на сюжете не завязана, а создана лишь для того, чтобы подготовить игроков к сетевой игре.
Игра начинается с того, что к пассажирам судна обращается Мистер Икс, и объявляет о правилах игры и её начале. Игроку выпадает роль молодого человека, целью которого является его соседка по каюте. Убийство замечает стюард по имени Джимми, и предлагает главному герою сбежать с обречённого корабля на сушу, если тот заплатит сто тысяч долларов. Так как заработать деньги на корабле проще простого, а других вариантов нет — главный герой соглашается. Однако прежде чем начать зарабатывать на побег, Джимми советует главному герою избавиться от своего охотника. Для этого протагонист находит себе двойника и усыпляет его, тем самым обезопасив свою жизнь.
Далее протагонист направляется к бармену, у которого, по слухам, есть работа. Работой оказывается грабёж — бармен вычисляет богатых людей, даёт протагонисту сигнал, после чего тот идет за жертвой в тихое место и забирает у неё деньги, отдавая бармену половину выручки. Спустя четыре убийства охрана начинает что-то подозревать, и бармену приходится свернуть свою лавочку.
Далее главный герой направляется к антиквару, который хочет, чтобы главный герой украл очень ценные предметы, находящиеся на корабле: шлем древнего короля шумеров, картину Рембрандта и сам Священный Грааль. Неплохо заработав, протагонист направляется к своей следующей цели — послу некоей скандинавской страны. Его телохранителя недавно убили а у него крайне важное задание — передать некие документы капитану судна. После срыва большого количества покушений посол благодарит главного героя материально.
За время отсутствия протагониста кто-то настучал Джимми по голове, и теперь стюард желает его смерти. Проблема в том, что преступника поймали и посадили в карцер, поэтому протагонисту приходится спровоцировать свой арест. Попав за решетку, он направляется к местному авторитету, который намекает главному герою, где можно найти оружие, но так же проговаривается о том, что знает кто такой Мистер Икс, за что и получает в спину пулю от охранника. Протагонист находит заточку и с её помощью убивает покалечившего стюарда доходягу.
Выбравшись из заключения, персонаж отправляется к своему очередному «работодателю», и на этот раз им оказывается глава Якудзы Такамура-сан. Он даёт главному герою задание отравить капитана судна, что главный герой и делает, и получает награду. Однако позже оказывается, что яд не сработал, и капитан не погиб. Такамура в ярости, и герою приходится проникнуть в госпиталь и убить капитана собственноручно.
Игра практически подошла к концу, корабль скоро потонет, но у главного героя всё ещё не хватает денег. Стюард предлагает обратиться к богатой старушке по имени Мисс Твид, у которой злоумышленники украли собаку. Протагонист находит похитителей, и те сбрасывают собаку за борт и начинают перестрелку. Выйдя из неё победителем, главный герой возвращается к старушке, и та вознаграждает его за то, что он хотя бы убил похитителей.
Теперь у главного героя есть необходимая сумма, и они со стюардом начинают побег. Протагонист ломает радар, чтобы их не смогли обнаружить, и сбегает на лодке. После того, как пара отплывает, корабль взрывается и протагонист теряет сознание. Он приходит в себя в каком-то лазарете, а из динамиков доносится голос Мистера Икса, произносящего такую же речь, как и в начале.

## Отзывы
| Сводный рейтинг | Сводный рейтинг |
| Агрегатор       | Оценка          |
| --------------- | --------------- |
| GameRankings    | 76,22 %         |